# László Berti
László Berti (* 24. Juni 1875 in Budapest; † 23. Juni 1952 ebenda) war ein ungarischer Fechter.

## Karriere
László Berti verpasste bei den Olympischen Spielen 1912 in Stockholm mit dem vierten Platz im Florett-Einzel knapp einen Medaillengewinn. Mit dem Säbel schied er im Einzelwettbewerb in der Halbfinalrunde aus, während er mit der Mannschaft ungeschlagen in die Finalrunde einzog. Auch in dieser blieb er mit der ungarischen Equipe ohne Niederlage, sodass Berti gemeinsam mit Dezső Földes, Jenő Fuchs, Oszkár Gerde, Ervin Mészáros, Zoltán Schenker, Péter Tóth und Lajos Werkner Olympiasieger wurde. Bei den Olympischen Spielen 1924 in Paris gelang ihm mit der Säbel-Equipe der erneute Einzug in die Finalrunde, in der sich Ungarn dieses Mal Italien geschlagen geben musste. Mit János Garay, Sándor Pósta, József Rády, Zoltán Schenker, László Széchy, Ödön Tersztyánszky und Jenő Uhlyárik gewann Berti somit die Silbermedaille. Im Mannschaftswettbewerb der Florettfechter stand er ebenfalls in der Finalrunde, die er mit István Lichteneckert, Sándor Pósta, Zoltán Schenker, Ödön Tersztyánszky hinter Frankreich und Belgien auf dem Bronzerang abschloss. Berti wurde 1926 in seiner Geburtsstadt Budapest Vizeweltmeister mit dem Florett.